# San José de la Paz
San José de la Paz es una localidad del estado mexicano de Jalisco. Es parte del municipio de Jesús María.

## Toponimia
El nombre «San José» hace referencia al santo patrono de la localidad: José de Nazaret.

## Demografía
| Gráfica de evolución demográfica |
|                                  |

| Censo | Población |
| ----- | --------- |
| 1900  | 44        |
| 1910  | —         |
| 1921  | 381       |
| 1930  | 438       |
| 1940  | 462       |
| 1950  | 632       |
| 1960  | 833       |
| 1970  | 1 009     |
| 1980  | 1 184     |
| 1990  | 1 190     |
| 2000  | 1 224     |
| 2010  | 1 107     |
| 2020  | 1 085     |